# Отношения между Русия и Туркменистан
Руско–туркменистански отношения (на руски: Российско-туркменские отношения) се отнася за двустранните отношения между Русия и Туркменистан. Русия има посолство в Ашхабад и генерален консул в град Туркменбаши. Туркменистан има посолство в Москва.
Напоследък се наблюдава оживление в руско-туркменистанските отношения. Това се дължи основно на усилията на Русия да осигури износ на природен газ от туркменистанските газови находища. Русия се съревновава с Китай, Европейския съюз и САЩ за достъп до туркменистанските богати залежи на въглеводороди. Двете страни често спорят за експортната цена на газта изнасяна за Русия.
Туркменският президент Курбангули Бердимухамедов се съгласява да осигури газ за подкрепяната от Русия Централна Азия - Център (газопровод) и по конктрено Прикаспийския газопровод. Въпреки обещаната подкрепа от страна на туркменистанския президент, намеренията остават само на думи.

## Срещата от 2008
Димитрий Медведев и Курбангули Бердимухамедов обсъждат възможностите за бъдещото разширяване на търговските и икономическите връзки между двете страни. Особено внимание е отделено на сътрудничеството в енергетиката и транспорта. Двете страни разглеждат прилагането на многостранни договри свързани с конструкцията на газопровод, по който ще тече каспийски газ и развитието на вече съществуващата газопреносна система в Централна Азия. Обсъдена е и възможността за организирането на директна железопътно-морска система, която да тръгва от пристанището на Астрахан.
Двете страни споделят вижданията си по важни международни и регионални проблеми и сътрудничеството между Русия и Туркменистан в рамките на международни организации.
Вследствие на проведените разговори на високо развнище Русия и Туркменистан, излизат с обща декларация. Документът посочва, че двамата президенти потвърждават стратегическата природа на отношенията между Русия и Туркменистан и акцентират върху постоянното развитие на тези отношения в широка гама от сфери.
Редица документи са подписани в присъствието на ръководителите на държавите, в частност „Споразумение за сътрудничество между правителствата на Русия и Туркменистан във връзка със защитата на класифицираната информация“. Министерствата на културата на двете страни подписват меморандум за сътрудничество и договор за сътрудничество в сферата на образованието. Министерствата на външните работи подписват програма за сътрудничество за 2008 и 2009 година.
Президентите на Русия и Туркменистан правят изявление пред пресата.
Президентът Димитрий Медведев изразява надежда, че сътрудничеството между двете страни ще се развива, като същевременно акцентира върху готовността на Русия да поддържа това значимо партньорство.
Президентите обикалят новия център, придружени от генералния мениджър на Камаз Сергей Когогин. Изпълнителният директор описва част от техническите параметри на автомобилите като този, че те могат да работят при температурни условия от -45 до +50 градуса по Целзий.
Камаз е най-голямата руска автомобилна корпорация. Автомобилите Камаз заемат 36% от руския пазар.
Компанията Камаз има заводи за сглобяване в шест страни освен Русия. Това са Полша, Казахстан, Азербайджан, Украйна, Етиопия и Виетнам.
Една от дъщерните компании на Камаз работи в Туркменистан още от май 2006 година.
За да осигури гаранционно и следгаранционно обслужване, в Ашабад е отворен временен център. Обслужването на автомобили се осъществява от експерти от фабриките на Камаз. Новият обслужващ център е отворен през май 2007 година. Той не представлява само работна площ, а в него се помещават и училищни стаии и офиси.

### Дипломатически мисии
- ((ru)) Посолство на Русия в Ашахабад Архив на оригинала от 2009-06-24 в Wayback Machine.
- ((ru)) Посолство на Туркменистан в Москва